# Perks and Tit
Perks and Tit è un album dal vivo del gruppo rock britannico Deep Purple, pubblicato nel 2004, registrato nel 1974.

## Tracce
1. Burn
2. Might Just Take Your Life
3. Lay Down, Stay Down
4. Mistreated
5. Smoke on the Water
6. Keyboard Solo

## Formazione
- David Coverdale - voce
- Ritchie Blackmore - chitarra
- Glenn Hughes - basso, cori
- Ian Paice - batteria, percussioni
- Jon Lord - tastiera, cori